# 什利夫卡 (津科夫區)
什利夫卡（烏克蘭語：Шилівка），是烏克蘭中部的村莊，隸屬波爾塔瓦州的波爾塔瓦區。該村處於格倫河畔，距離皮多濟爾卡和伊先基夫卡1.5公里，面積2.99平方公里，海拔高度124米，2001年人口735。
50°8′1″N 34°23′29″E / 50.13361°N 34.39139°E